# Platystele jungermannioides
Platystele jungermannioides là một loài thực vật có hoa trong họ Lan. Loài này được (Schltr.) Garay miêu tả khoa học đầu tiên năm 1974.